# Islamia bendidis
Islamia bendidis is een slakkensoort uit de familie van de Hydrobiidae. De soort is endemisch op het eiland Samothrake in Griekenland.
De wetenschappelijke naam Islamia bendidis is voor het eerst geldig gepubliceerd in 1988 door Reischütz.